# .mw
.mw е интернет домейн от първо ниво за Малави. Администрира се от Malawi Sustainable Development Network Programme. Домейнът е представен през 1997 г.

## Домейни от второ ниво
- ac.mw
- co.mw
- com.mw
- coop.mw
- edu.mw
- gov.mw
- int.mw
- museum.mw
- net.mw
- org.mw